# Estación Moema
Estación Moema es una de las estaciones del metro de la ciudad brasileña de São Paulo. Pertenece a la Línea 5-Lila, que actualmente se encuentra en expansión, es parte del de expansión de la línea hasta la estación Chácara Klabin de la Línea 2-Verde el 28 de septiembre de 2018.
Estaba prevista su inauguración en el año 2014, pero solamente fue terminada e inaugurada oficialmente el 5 de abril de 2018.

## Tabla
| Sigla | Estación | Inauguración       | Capacidad     | Integración              | Plataformas | Posición    | Comentarios |
| ----- | -------- | ------------------ | ------------- | ------------------------ | ----------- | ----------- | ----------- |
| MOE   | Moema    | 5 de abril de 2018 | No confirmada | Bilhete Único de SPTrans | Laterales   | Subterránea | Funcionando |

- Datos: Q6890218
- Multimedia: Moema (São Paulo Metro) / Q6890218